# 谢尔曼 (威斯康星州)
谢尔曼（英語：Sherman）是一个美國小镇，位於威斯康星州邓恩县。根據2000年的人口普查，當地人口為748人。

## 地理
根据美国人口普查局，该镇的总面积為35.4 平方英里(91.6 平方公里2)，其中包括35.3 平方英里(91.4 平方公里2)為土地和0.1 平方英里(0.3 平方公里2)為水域。

## 人口统计
根據2000年人口普查 ，當地人口為748人，有272個家庭，其中218个家庭居住在镇裏。